# Wołczejka (przystanek kolejowy)
Wołczejka (ros. Волчейка) – przystanek kolejowy w pobliżu granic miejscowości Smoleńsk, w rejonie smoleńskim, w obwodzie smoleńskim, w Rosji. Leży na linii Moskwa - Mińsk - Brześć.